# Francisco Adolfo Sauvalle
Francisco Adolfo Sauvalle (Charleston, 1 de julio de 1807 – 1879) fue un botánico cubano. Era aborigen de Charleston (Carolina del Sur), de padres franceses, Pedro Francisco y Ana Chanceahlme, estudió en Francia hasta los diecisiete años

## Algunas publicaciones
- francisco adolfo Sauvalle. 1866. Peso específico de algunas maderas de la isla de Cuba. pp. 339-346

### Libros
- francisco adolfo Sauvalle, Antonio López Prieto. 1876. Asociación de San Vicente de Paul: Conferencia de Nuestra señora de Regla. Editor El Tiempo, 25 pp.
- -----------------------------------------, august Grisebach, charles Wright. 1873a. Flora cubana. Edición reimpresa. 224 pp.
- -----------------------------------------, ---------------------------. 1873b. Flora Cubana. Enumeratio Nova Plantarum Cubensium; Vel Revisio Catalogi Grisebachiani, Exhibens Descriptiones Generum Specierumque Novarum Caroli Wright Et Francisci Sauvalle, Synonymis Nominibusque Vulgaribus Cubensis Adjectis. Auctore Francisco A. Sauvalle. 324 pp.
- -----------------------------------------. 1869. Constitución del Canadá y notas relativas a la confederación de las provincias británicas de la América del Norte. Editor Imp. "La Antilla", de Cacho-Negrete, 26 pp.

## Honores
Miembro de
- Real Academia de Ciencias Médicas, Físicas y Naturales de La Habana[2]

## Eponimia
Género
- (Commelinaceae) Sauvallea C.Wright[3]

Especies
- (Asclepiadaceae) Cynanchum sauvallei Alain[4]
- (Bignoniaceae) Tabebuia sauvallei Britton[5]
- (Boraginaceae) Cordia sauvallei ( ex Urb.) Urb.[6]
- (Boraginaceae) Varronia sauvallei (Urb.) Borhidi[7]
- (Dryopteridaceae) Dryopteris sauvallei C.Chr.[8]
- (Myrtaceae) Eugenia sauvallei Krug & Urb.[9]